# Bérénice Cleyet-Merle
Bérénice Cleyet-Merle (née le 24 octobre 1994 à Vienne) est une athlète française spécialiste du 1 500 mètres.

## Biographie
Le 11 février 2022, à Boston, Bérénice Cleyet-Merle établit un nouveau record de France en salle du Mile en 4 min 31 s 99.
Elle remporte le titre du 1 500 m lors des championnats de France en salle 2023, en 4 min 15 s 41. Lors du meeting Herculis elle bat le record de France du mile que détenait Alice Finot, en réalisant 4 min 26 s 06.
Bérénice Cleyet-Merle remporte le relais mixte des Championnats d'Europe de cross-country 2023 à Bruxelles avec Alexis Miellet, Antoine Senard et Sarah Madeleine.

## Palmarès
| Date | Compétition                               | Lieu      | Résultat | Épreuve      | Temps         |
| ---- | ----------------------------------------- | --------- | -------- | ------------ | ------------- |
| 2023 | Championnats d'Europe de cross-country    | Bruxelles | 1re      | Relais mixte | 19 s 44       |
| 2023 | Championnats du monde de course sur route | Riga      | 7e       | Mile         | 4 min 34 s 41 |

| Date | Compétition                           | Lieu    | Résultat | Épreuve      | Temps         |
| ---- | ------------------------------------- | ------- | -------- | ------------ | ------------- |
| 2010 | Championnats de France cadets         | Niort   | 2e       | 1 500 mètres | 4 min 48 s 36 |
| 2011 | Championnats de France cadets         | Dreux   | 2e       | 1 500 mètres | 4 min 35 s 18 |
| 2012 | Championnats de France juniors        | Lens    | 1re      | 1 500 mètres | 4 min 41 s 11 |
| 2013 | Championnats de France juniors        | Dijon   | 1re      | 1 500 mètres | 4 min 43 s 13 |
| 2016 | Championnats de France espoirs        | Aubagne | 2e       | 1 500 mètres | 4 min 36 s 80 |
| 2020 | Championnats de France élite          | Albi    | 2e       | 1 500 mètres | 4 min 24 s 02 |
| 2021 | Championnats de France élite          | Angers  | 3e       | 1 500 mètres | 4 min 11 s 97 |
| 2023 | Championnats de France élite en salle | Aubière | 1re      | 1 500 mètres | 4 min 15 s 41 |
| 2025 | Championnats de France élite en salle | Miramas | 2e       | 1 500 mètres | 4 min 12 s 02 |

## Records
| Épreuve      | Épreuve   | Temps         | Lieu        | Date            |
| ------------ | --------- | ------------- | ----------- | --------------- |
| 1 500 mètres | Plein air | 4 min 08 s 70 | Tomblaine   | 5 juillet 2021  |
| 1 500 mètres | Salle     | 4 min 10 s 15 | Liévin      | 15 février 2023 |
| 800 mètres   | Plein air | 2 min 02 s 17 | Nashville   | 3 juin 2022     |
| 800 mètres   | Salle     | 2 min 03 s 89 | Bloomington | 29 janvier 2022 |